# Stele des Reiters Menes

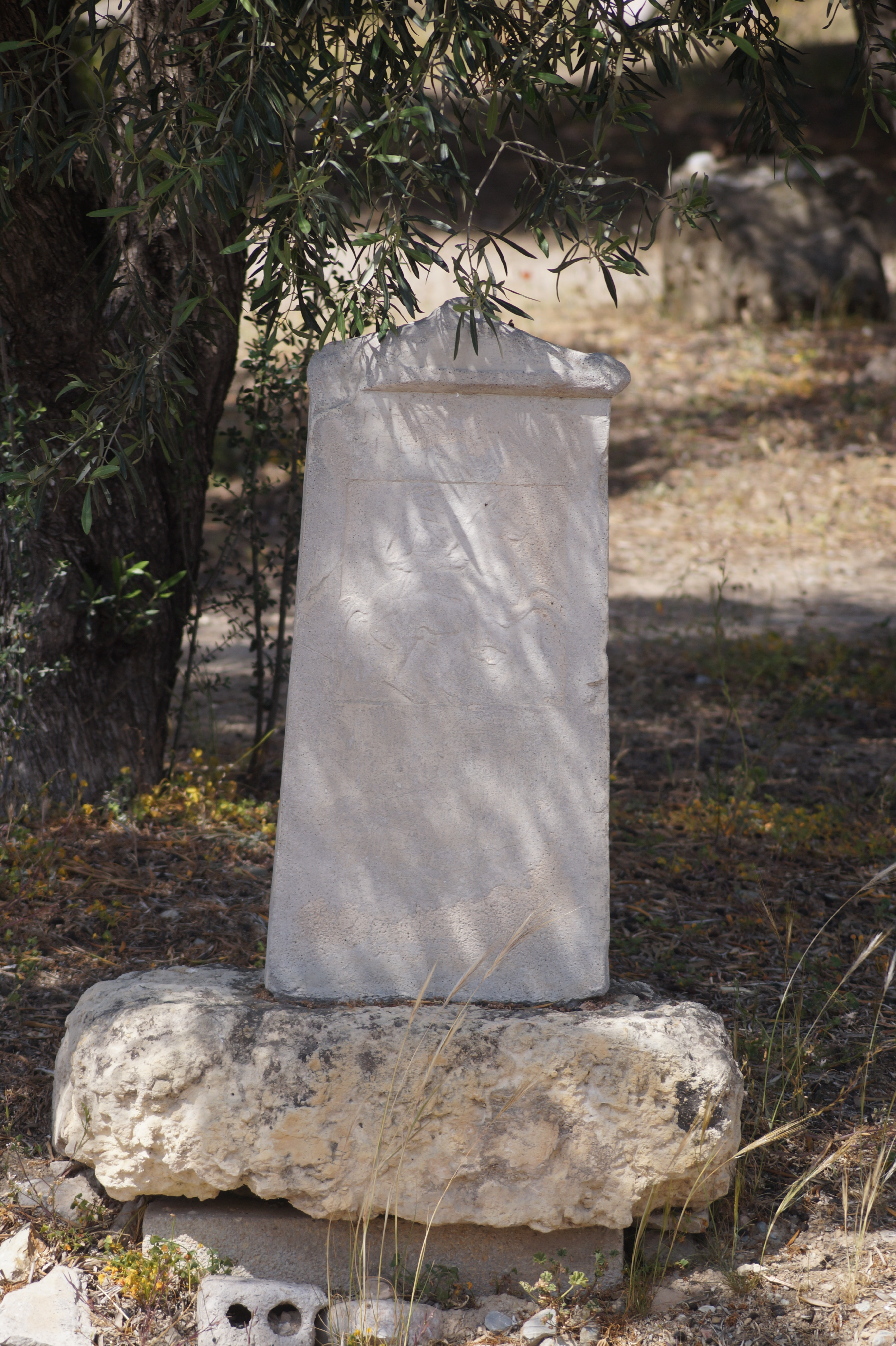
Kopie der Grabstele des Menes an der ursprünglichen Fundstelle

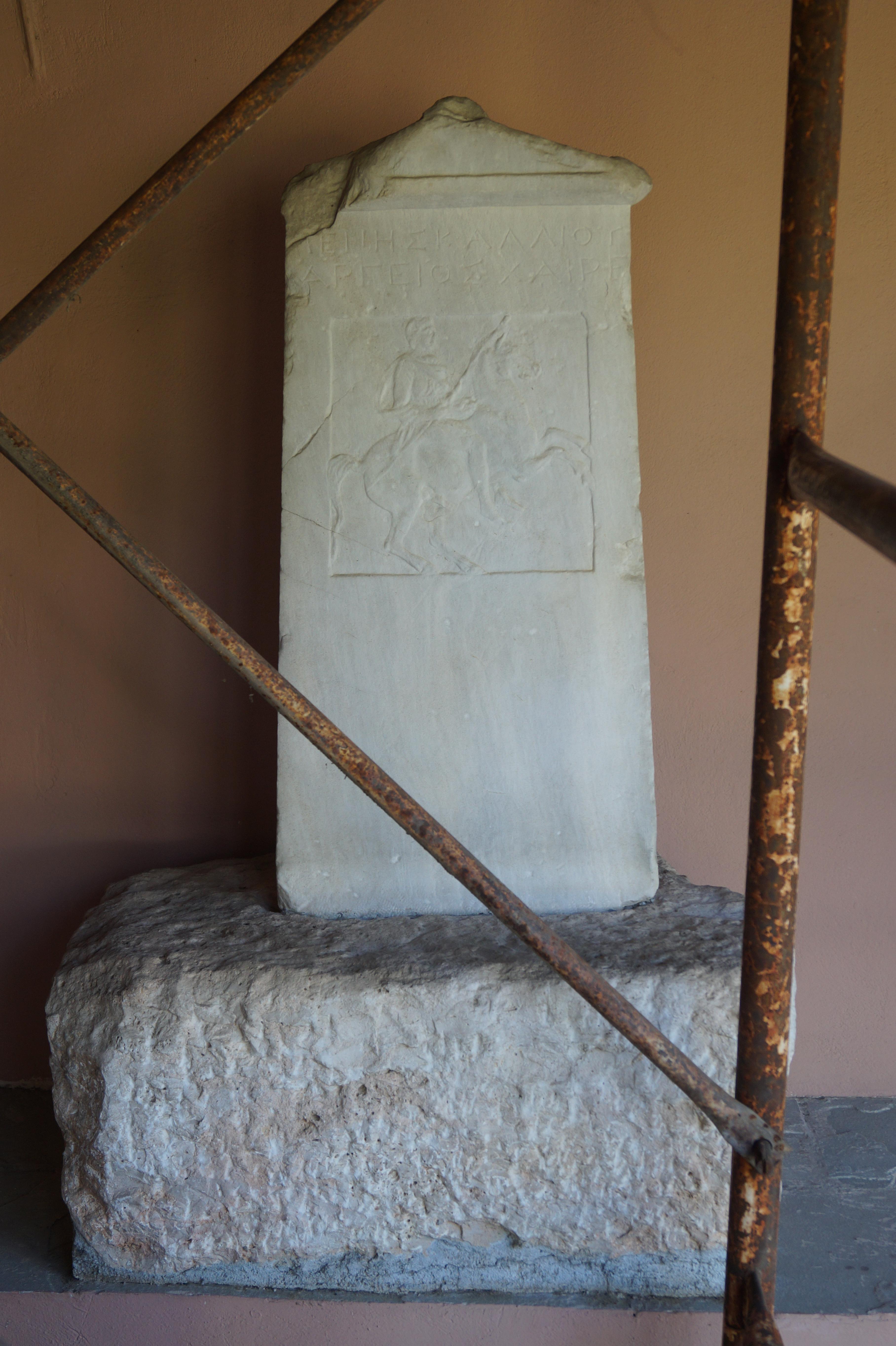
Original der Grabstele des Menes im Außenbereich des Kerameikosmuseums

Die Stele des Reiters Menes ist eine marmorne Giebelstele auf dem antiken athenischen Friedhof Kerameikos.
Der kleine Grabbezirk, zu dem die Stele des Reiters Menes aus Argos gehörte, war ursprünglich von Mauern eingefasst. Sie befindet sich in unmittelbarer Nachbarschaft zu einer anonymen Stele und der Stele der Samakion. Sie wurde aus hymettischem Marmor gefertigt und ist in einer Basis aus Poroskalk verankert. Nach oben verjüngt sich die Stele und wird durch einen Giebel abgeschlossen, der über die Tiefe der Stele hervorkragt. Etwas unterhalb der Mitte beginnt das flache Relief, das einen Reiter in quadratischem Bildfeld zeigt. Der Reiter trägt einen kurzärmeligen Chiton sowie einen Mantel, an seinen Füßen Stiefel. Oberhalb des Bildfeldes ist die Inschrift Menes Sohn des Kallias aus Argos. Lebe wohl aufgebracht.

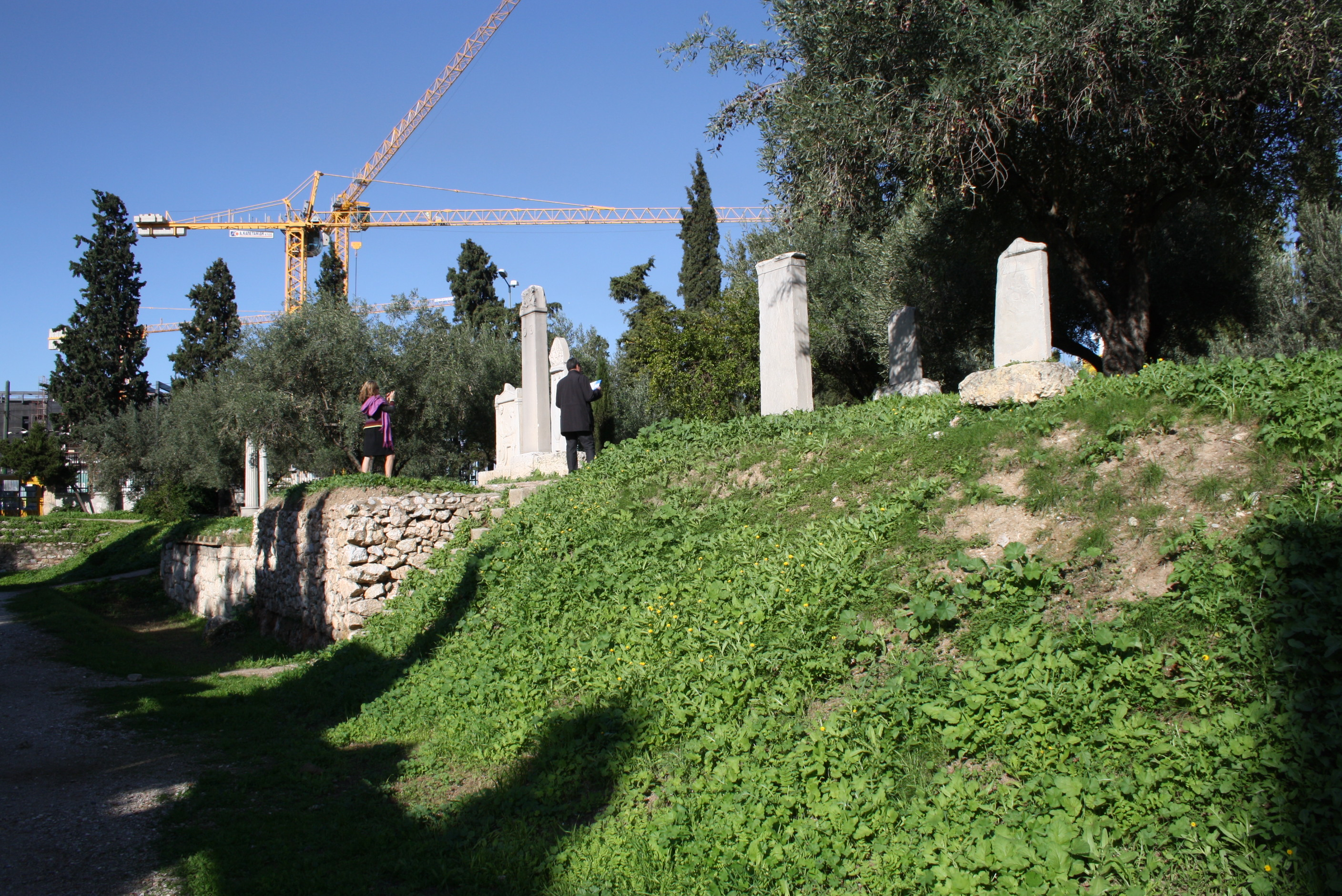
Auf dem vorderen grünen Hügel sind links die Samakionstele, in der Mitte die Stele ohne Inschrift, rechts die Stele des Reiters Menes zu sehen, auf der linken Seite des Bildes ist der Grabbezirk des Koroibos.

Menes stammte aus Argos, einer Stadt, die schon seit homerischer Zeit für ihre Pferde berühmt war. Möglicherweise soll die Darstellung daran erinnern. Argos war in der Geschichte immer wieder mit Athen verbündet. Daraus ist möglicherweise das Recht auf eine Bestattung in Athen erwachsen, denn die Darstellung eines Metöken als Reiter ist für Athen sehr ungewöhnlich.
Aufgrund des Stils des Reliefs wird die Stele um das Jahr 320 v. Chr. datiert. Sie wurde nicht an ihrem originalen Aufstellungsort gefunden, da das darunter liegende Grab weitaus älter war. Somit muss sie schon in der Antike umgesetzt worden sein. Sie wurde im Zuge der Ausgrabungen der Archäologischen Gesellschaft Athen von Athanasios S. Rhousopoulos im Jahr 1870 gefunden. Karl Kübler deckte zwischen 1938 und 1940 den zugehörigen Grabbezirk auf. Während des griechischen Bürgerkriegs von 1946 bis 1949 erfuhr der Grabstein eine Wiederverwendung, als er zur Markierung des Begräbnisortes eines der Kriegsopfer genutzt wurde. Der Name des Bestatteten wurde mit Bleistift auf die Stele geschrieben, ist heute aber vergangen. Im Gelände findet sich heute eine Kopie, das Original wird im Kerameikos-Museum aufbewahrt.